# Berijev A-50
Berijev A-50 (NATO oznaka "Mainstay") je sovjetsko štirimotorno letalo za zgodnje opozarjanje in kontrolo (AEW&C). Letalo je bazirano na tovornem Iljušin Il-76m, glavna vizuelna razlika je velik vrtljivi radar. A-50 je bil naslednik propelerskega Tupolev Tu-126 "Moss". Mainstay je prvič poletel leta 1978 in vstopil v uporabo leta 1984. Do leta 1992 so zgradili okrog 40 letal. 
Rusi niso hoteli prodati A-50 Kitajcem, zato so Kitajci zgradili podobno letalo KJ-2000, ki je prav tako bazirano na Il-76.
Posadka je 15 članska. Velik rotirajoči radar Liana ima premer 9 metrov. A-50 lahko usmerja do 10 lovskih letal za prestrezanje sovaržnikov letal ali pa napade na površje. Mainstay lahko ostane na patruliranju okrog štiri ure pri oddaljenosti 1000 km od domače baze. Dolet in čas patruliranja se lahko poveča z zračnim prečrpavanjem goriva od tankerjev Iljušin Il-78 
Radar "Vega-M" sp zasnovali pri MNIIP v Moskvi, proizvajalo pa ge podjetje NPO Vega. "Vega-M" lahko sledi do 50 tarčam hkrati v razdalji do 230 kilometrov. Večje tarče kot npr. ladje lahko detektira do 400 kilometrov daleč.
Beriev A-100 bo nadgrajena različica in bo imel AESA radar.
Rusija naj bi imela 9 ali 10 delujočih letal A-50. 26. februarja 2023 je beloruska protivladna organizacija BYPOL z dronom napadla eno izmed ruskih letal A-50, ki je bilo v Belorusiji. 15. januarja 2024 so ukrajinske sile sporočile, da so večer prej sestrelile letalo A-50 nad Azovskim morjem. Letalo je izginilo iz radarjev, kasneje je pilot Su-34 ruskih letalskih sil poročal o ognju in razbitinah neznanega letala na tem območju - verjetno A-50. Letalo je bilo kasneje identificirano kot A-50U »37 rdeča«, ki je domovalo na letališču Ivanovo Severni, umrlo je 11 ali 12 ljudi na krovu.
23. februarja 2024 je Ukrajina sporočila, da je sestrelila še eno letalo A-50U (modernizirana različica). Na spletu se je hkrati pojavil posnetek sestrelitve. Rusija sestrelitve ni komentirala. Letalo je bilo kasneje identificirano kot A-50U, umrlo je vseh 10 članov posadke (od tega po poročanju Ukrajine 5 majorjev). Junija 2024 je Rusija sestrelitev, vključno z 10 smrtnimi žrtvami, posredno priznala, ko je »v odsotnosti« aretirala poveljnika ukrajinske 138. protiletalske raketne brigade, saj je po mnenju Rusije šlo za »teroristični napad« ker njihovo vojaško letalo »ni bilo direktno vpleteno v vojaške operacije« in »ni bilo oboroženo«.
Ukrajinske oblasti so sporočile, da so v noči iz 8. na 9. marec 2024 z droni napadli kompleks Berijev v Taganrogu v katerem so se popravljala letala A-50. Satelitski posnetki so potrdili zadetke. En A-50 je bil pred tem opažen na območju kompleksa, vendar ni znano ali je bil v napadu poškodovan.

## Različice
- A-50M – Modernizirana ruska različica z možnostjo zračnega prečrpavanja goriva[15]
- A-50U – Modernizirana ruska različica[16]
- Izdeliye-676 samo en izdelan
- Izdeliye-776 samo en izdelan
- Izdeliye-976 (SKIP) (СКИП – Самолетный Контрольно-Измерительный Пункт)
- Izdeliye-1076 posebna verzija za neznan namen, samo eno izdelano letalo
- A-50I – verzija z izraelskim radarjem za Kitajsko, potem preklicana zaradi pritiska s strani ZDA
- A-50E/I – Z Aviadvigatel PS-90A-76 motorji in izraelskim radarjem EL/W-2090 za Indijske letalske sile [17]
- KJ-2000 – Kitajska različica s kitajskim radarjem

## Tehnične specifikacije (A-50)
Splošne karakteristike
- Posadka: 15
- Dolžina: 49,59m (152 ft 8 in)
- Razpon kril: 50,50 m (165 ft 6 in)
- Višina: 14,76 m (48 ft 5 in)
- Površina kril: 300 m² (3 228 ft²)
- Teža praznega letala: 75 000 kg (165 347 lb)
- Maks. vzletna teža: 170 000 kg (374 786 lb)
- Pogon letala: 4 × Soloviev D-30KP turbofan, 117 68 kN (26 500 lbf) vsak

 Zmogljivost 
- Maks. hitrost: 900 km/h (559 mph)
- Doseg: 6 400 km (3 977 mi)
- Višina leta: 12 000 m (39 371 ft)